# Elco van der Geest
Elco van der Geest (Haarlem, 4 mei 1979) is een voormalig Nederlands-Belgisch judoka. Hij is een zoon van coach Cor van der Geest en de jongere broer van Dennis van der Geest. 

## Carrière
Zijn grootste successen beleefde hij in 2002 en 2010, toen hij Europees kampioen in de klasse tot 100 kilo werd. In dezelfde klasse won hij brons op het EK van 2001 in Parijs en zilver in 2003 in Düsseldorf. Hij deed mee aan de Olympische Zomerspelen 2004 in Athene, waar hij als vijfde eindigde.
In augustus 2009 diende hij formeel een verzoek in om voortaan voor België uit te mogen komen. In Nederland verloor hij de concurrentieslag in zijn gewichtsklasse van Henk Grol. Namens België deed Van der Geest mee aan de Olympische Spelen in Londen. Hij werd echter al in de eerste ronde uitgeschakeld.
In maart 2013 beëindigde Van der Geest zijn loopbaan.

## Palmares

### 2012
- 17e Olympische Spelen 2012 -100 kg
- World Cup van Lissabon -100 kg
- World Cup van Oberwart -100 kg

### 2011
- 5e Grand Prix van Amsterdam -100 kg
- Belgisch kampioen -100 kg
- 5e World Championships van Parijs -100 kg
- World Cup van São Paulo -100 kg
- Grand Slam van Rio de Janeiro -100 kg
- 5e Grand Prix van Baku -100 kg
- 5e Grand Prix van Düsseldorf -100 kg

### 2010
- Grand Slam van Rio de Janeiro -100 kg
- Europees kampioen -100 kg
- Grand Slam van Parijs -100 kg
- Belgisch kampioen -100 kg

### 2009
- Belgisch kampioen -100 kg
- Grand Slam van Rio de Janeiro -100 kg
- Grand Prix van Tunis	-100 kg
- Nederlandse kampioenschappen voor teams open categorie

### 2008
- Super World Cup van Hamburg	-100 kg
- Nederlandse kampioenschappen voor teams open categorie

### 2007
- Nederlands kampioen -100 kg
- 5e Europese kampioenschappen -100 kg

### 2005
- 5e Europese kampioenschappen -100 kg
- World Cup van Rome	-100 kg
- Super World Cup van Hamburg -100 kg
- Nederlandse kampioenschappen voor teams open categorie

### 2004
- 5e Olympische Spelen 2004 -100 kg
- World Cup van Rotterdam -100 kg
- World Cup van Budapest -100 kg
- Super World Cup van Moskou -100 kg
- Nederlandse kampioenschappen voor teams -100 kg

### 2003
- Europese kampioenschappen -100 kg
- Nederlandse kampioenschappen voor teams -100 kg

### 2002
- Super World Cup van Bucharest -100 kg
- Super World Cup van Moskou -100 kg
- Nederlands kampioen -100 kg
- Europees kampioen -100 kg
- World Cup van Rotterdam -100 kg
- World Cup van Rome -100 kg
- Nederlandse kampioenschappen voor teams -100 kg

### 2001
- Nederlands kampioen -100 kg
- Europese kampioenschappen -100 kg
- World Cup van Rotterdam -100 kg
- World Cup van Rome -100 kg
- World cup van Warschau -100 kg
- World Cup van Praag -100 kg

### 2000
- Nederlandse kampioenschappen voor teams -100 kg

### 1999
- Nederlandse kampioenschappen voor teams -90 kg

### 1998
- 5e Europese kampioenschappen -20jaar, -90 kg
- Wereldkampioenschappen -20jaar, -90 kg
- Zweedse Open kampioenschappen -19jaar, -90 kg
- Juniorentoernooi van Marseille -90 kg
- Nederlands kampioen -20jaar, -90 kg

### 1997
- Nederlands kampioen -20jaar, -86 kg

### 1996
- Nederlands kampioen, -17jaar, -78 kg

### 1994
- Nederlands kampioen, -17jaar, -65 kg